# Vietnamesiska
Vietnamesiska (tiếng Việt eller mer sällan Việt ngữ) är det officiella språket i Vietnam. Det talas av cirka 90 miljoner människor.
Medan Vietnam var en del av det franska kolonialväldet var språket känt som annamitiska (se Franska protektoratet Annam). Det är modersmål för viet-folket (eller kinh-folket) som utgör 86 procent av Vietnams befolkning och för cirka 3 miljoner utlandsvietnameser, av vilka cirka hälften bor i USA. Det talas också som andraspråk av minoritetsfolken i Vietnam.
Vietnamesiska ingår i den austroasiatiska språkfamiljen, och det är det språk som utan jämförelse har flest talare i språkfamiljen; språket har många gånger fler talare än alla de andra austroasiatiska språken tillsammans. Stora delar av ordförrådet har lånats in från kinesiska. Vietnamesiska skrevs ursprungligen med kinesiska tecken. Det vietnamesiska alfabet som används idag är en utökning av det latinska alfabetet, med diakritiska tecken för ton och vissa bokstäver.

## Klassificering
Vietnamesiska räknas vanligen till viet-muongspråken inom grenen mon-khmer av de austroasiatiska språken, en språkfamilj som omfattar såväl khmer i Kambodja som olika stamspråk och lokala språk, som till exempel mundaspråken som talas i nordöstra Indien och andra som talas i södra Kina. Det finns dock de som hävdar att viet-muong-språken är en självständig språkfamilj och inte en gren av mon-khmer-språken.
Vietnamesiska delar många språktypologiska drag med de sinotibetanska språken, och äldre språkindelningar där större vikt lades vid sådana faktorer än vad den komparativa metoden gör förde ofta vietnamesiskan till denna språkfamilj. Denna syn levde kvar längre inom det språkvetenskapliga forskarsamfundet i Kina, men har sedan länge avvisats av de flesta västerländska lingvister.

## Historia
Det verkar sannolikt att vietnamesiskan i en avlägsen forntid delade flera särdrag med övriga språk inom den austroasiatiska familjen, som böjningsmorfologi och ett rikare system av konsonantkombinationer, vilka sedermera har försvunnit ur språket. Vietnamesiska har synbarligen starkt influerats av sitt läge inom det sydöstasiatiska språkförbundet, och har som ett resultat därav blivit strukturellt mer likt språken inom detta språkförbund, och utvecklat ton och isolerande morfologi. Dessa särdrag, vilka man inte vet om de fanns eller saknades i proto-austroasiatiskan, har inkorporerats i en stor mängd obesläktade språk i Sydöstasien; till exempel thai (ett tai-kadaispråk), tsat (ett malajopolynesiskt språk inom de austronesiska språken), och vietnamesiska, som alla utvecklade ton som ett fonemiskt särdrag, även om deras respektive urspråk inte var tonala.
Vietnamesiska har många likheter med kantonesiska vad gäller vissa intonationsmönster, och avsaknaden av explosionsfas för klusila slutkonsonanter, ett arv från fornkinesiska som även återfinns i koreanska.
Det urspråk vietnamesiskan härstammar från talades sannolikt i området runt Röda floden i vad som numera är norra Vietnam. Under den därpå följande expansionen av det vietnamesiska folket och språket in i vad som nu är centrala och södra Vietnam (genom erövringen av den historiska nationen Champa och khmerfolkets dåvarande område vid Mekongdeltat i närheten av dagens Ho Chi Minh-staden), influerades vietnamesiskan språkligt sett till en början huvudsakligen av indiska och malajo-polynesiska språk. Framför allt är språket dock påverkat av kinesiskan. Landet var en del av Kina under drygt tusen år, från 200-talet f.Kr. till 900-talet e. Kr.
Med kinesernas politiska dominans följde en massiv inlåning av kinesisk vokabulär och stor grammatisk påverkan. Då kinesiskan under en mycket lång tid var det skrivna mediet för litteratur och officiella dokument, såväl som den härskande klassens modersmål, så består stora delar av vietnamesiskans ordförråd av så kallade Hán Việt-ord (sinovietnamesiska ord). När vietnamesiskan, som en följd av ökad prestige, runt början av det andra årtusendet e. Kr. började skrivas ner, skapades en skrift (Chữ nôm eller nôm-skrift) baserad på kinesiska tecken. Nôm-skriften nådde sin fulländning under 1700-talet då många vietnamesiska författare och poeter använde Chữ nôm för att skriva sina verk. Däribland kan nämnas Nguyễn Du (författare till Kim Vân Kiều) och Hồ Xuân Hương (kallad "Nôm-poesins drottning").
När vietnameserna kom i allt större kontakt med västerländska handelsmän och missionärer, uppstod Quốc Ngữ, en vidareutveckling av det latinska alfabetet såsom det användes av portugiserna. När Frankrike invaderade Vietnam i slutet av 1800-talet ersatte franskan gradvis kinesiskan som utbildnings- och myndighetsspråk. Vietnamesiskan tog då in många franska uttryck, som đầm (dam, från madame), ga (järnvägsstation, från gare) och va-li (resväska, från valise). Dessutom lånades många nybildade kinesiska ord in som nya sinovietnamesiska uttryck för västerländska begrepp och idéer som kommit med fransmännen; några exempel är xã hội (samhälle, av 社會 shèhuì) och siêu âm (ultraljud, av 超音 chāoyīn). Den latinskbaserade skriften blev dock inte dominerande förrän i början av 1900-talet då utbildning blev mer allmänt tillgänglig och detta enklare skriftsystem fanns vara effektivare för undervisningsändamål och för kommunikation med allmänheten.

## Språkgeografi
Som nationellt språk för den största etniska gruppen talas vietnamesiska över hela Vietnam, inte bara av viet-folket utan även som andraspråk av minoritetsfolken. Det talas också av utvandrade vietnamesiska grupper, särskilt i USA, där det har närmare en och en halv miljon talare och är det sjunde mest talade språket (det är det tredje mest talade i Texas, fjärde i Arkansas och Louisiana och femte i Kalifornien ). Större delen av återstoden är bosatt i Kambodja, Laos, Frankrike, Australien (där vietnamesiska är det sjätte mest talade språket) och Kanada.

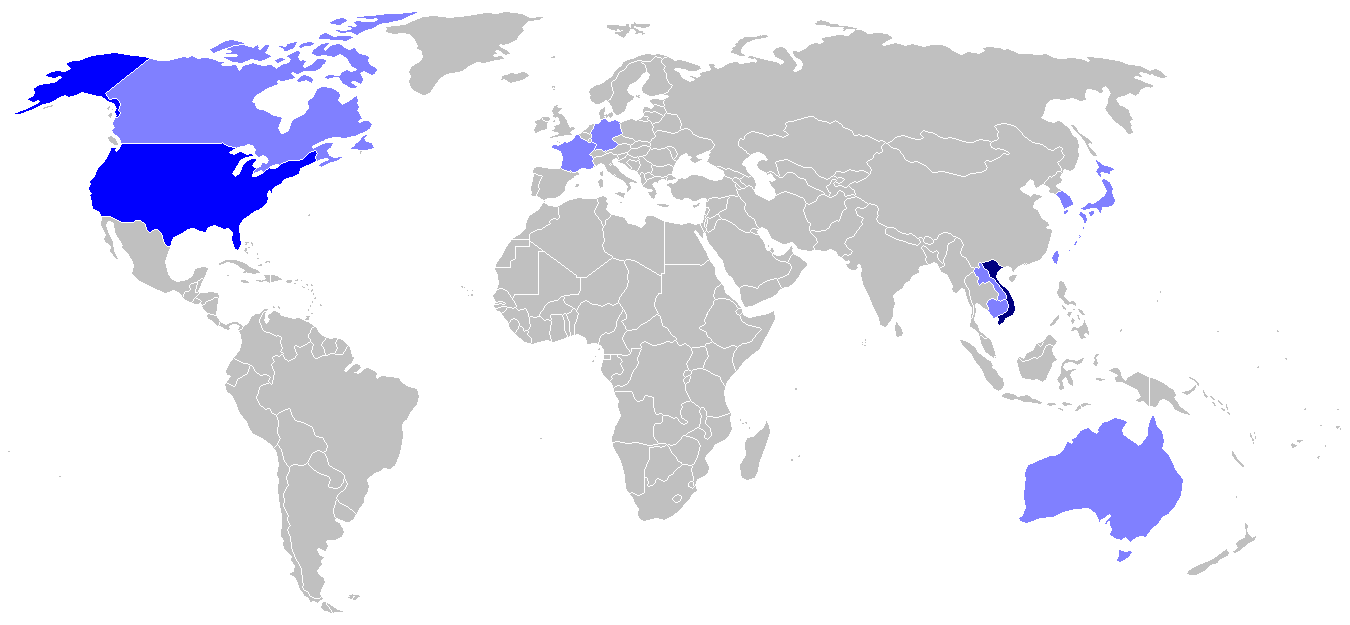
Länder med störst antal talare av vietnamesiska:
Majoritetsspråk
Över 1 000 000 talare
Över 100 000 talare

### Officiell status
Fastän den har talats av det vietnamesiska folket i årtusenden blev vietnamesiskan inte det officiella administrativa språket i Vietnam förrän på 1900-talet. Under större delen av sin historia använde det land som nu kallas Vietnam kinesiska i officiella sammanhang. Vietnamesiska i form av chữ nôm användes för administrativa syften under den korta Tây Sơn-dynastin. Under det franska kolonialstyret avlöstes kinesiskan av franska i administrationen. Det var inte förrän Vietnam blev självständigt från Frankrike som vietnamesiskan kom att användas officiellt. Denna är nu undervisningsspråk i skolorna och universiteten och det språk som används i officiella sammanhang.

### Dialekter
Det finns olika ömsesidigt förståeliga dialekter som kan grupperas inom tre huvuddialekter:
| Huvuddialekt         | Lokal dialekt                                             | Namn under franskt kolonialstyre |
| -------------------- | --------------------------------------------------------- | -------------------------------- |
| Nordvietnamesiska    | Hanoidialekten, Haiphongdialekten och olika lokala former | Tonkinesiska                     |
| Centralvietnamesiska | Huếdialekten, Nghệ Andialekten, Quảng Namdialekten        | Högannamitiska                   |
| Sydvietnamesiska     | Saigondialekt, Mekong-dialekt (västlig)                   | Kochinkinesiska                  |

Dessa dialekter skiljer sig något i ton, uttal, och i vissa fall ordförråd, även om Huếdialekten är mer tydligt skild från de andra på grund av sitt avvikande ordförråd. Hỏi- och ngã-tonerna är distinkta i norr men har smält samman i söder. Digraferna ch och tr uttalas på olika sätt i syd- och centraldialekterna men är sammansmälta i norddialekten.

## Ljudlära
Beskrivningen i detta kapitel gäller främst Hanoidialekten.
En vietnamesisk stavelse kan maximalt bestå av ett begynnelsekonsonantljud, ett eller flera vokalljud, och ett slutkonsonantljud. En del av konsonantljuden skrivs med flera bokstäver. En vietnamesisk stavelse innehåller också en ton.

### Vokaler
De enkla vokalljuden (monoftongerna) i vietnamesiskan framgår av tabellen nedan. Först står vokalens uttal i IPA (inom hakparentes), därefter dess stavning på vietnamesiska.
|               | Främre  | Central        | Bakre |
| ------------- | ------- | -------------- | ----- |
| Hög           | [i] i,y | [ɯ] ư          | [u] u |
| Mellan-sluten | [e] ê   | [əː] ơ         | [o] ô |
| Mellan-öppen  | [ɛ] e   | [ə] â          | [ɔ] o |
| Låg           |         | [ɐː] a / [ɐ] ă |       |

Alla vokaler är orundade utom [u], [o] och [ɔ]. Vietnamesiskan skiljer inte mellan lång och kort vokal, utom i paren [ɐː]/[ɐ] och [əː]/[ə], där den korta vokalen i paret uttalas mycket kort och aldrig förekommer som slutljud i en stavelse.
Vietnamesiskan har ett stort antal diftonger och triftonger:
- Diftonger med [ə] på slutet:

[iə] stavat -ia (finalt) eller -iê- (yê-) när fler bokstäver följer.
[uə] stavat -ua resp -uô-.
[ɯə] stavat -ưa resp -ươ-.
- Diftonger med [w] i början. [w]-ljudet stavas

o före e, a, ă
u före i, ê, ơ, â, samt i kombinationen qu [kw].
- Diftonger med [w] på slutet. [w]-ljudet stavas

o efter e, a
u efter i, ư, ê, â, a
Observera att ao uttalas [ɐːw]; au uttalas [ɐw].
- Diftonger med [j] på slutet. [j]-ljudet stavas vanligen -i, men -y i

ây som uttalas [əj] och
ay som uttalas [ɐj], till skillnad från
ai som uttalas [ɐːj].
Observera att ui uttalas [uj], uy uttalas [wi]. Dock uttalas qui [kwi], eftersom qu alltid uttalas [kw].
- Triftongerna består maximalt av:

[w]
+ vokal (monoftong eller någon av de tre [-ə]-diftongerna)
+ [w] eller [j]. Exempel:
- oai [wɐːj], queo [kwɛw], nhiêu [ɲiəw]

Några av vokalljuden kan förändras under påverkan av stavelsens slutkonsonant utan att det syns i stavningen. Se nedan.

### Begynnelsekonsonanter
Vietnamesiskan har 20 konsonantljud som kan inleda en stavelse.
|             |           | Bilabial | Labiodental | Dental/alveolar | Palatal | Velar | Glottal |
| ----------- | --------- | -------- | ----------- | --------------- | ------- | ----- | ------- |
| Klusil      | tonlös    | p        |             | t               | c       | k     | (ʔ)     |
| Klusil      | aspirerad |          |             | tʰ              |         |       |         |
| Klusil      | tonande   | ɓ        |             | ɗ               |         |       |         |
| Frikativa   | tonlös    |          | f           | s               |         | x     | h       |
| Frikativa   | tonande   |          | v           | z               |         | ɣ     |         |
| Nasal       | Nasal     | m        |             | n               | ɲ       | ŋ     |         |
| Approximant | lateral   |          |             | l               |         |       |         |

I vietnamesisk skrift stavas begynnelsekonsonanterna så här:
| Konsonant | IPA | Beskrivning                                                             | Kommentar                                               |
| --------- | --- | ----------------------------------------------------------------------- | ------------------------------------------------------- |
| b         | ɓ   | Som svenskt b. Beskrivs dock ibland som implosivt och preglottaliserat. |                                                         |
| c         | k   | Oaspirerat k-ljud.                                                      | [k] stavas med c före a, ă, â, o, ô, ơ, u, ư.           |
| ch        | c   | Som t med ett svagt tje-ljud efteråt.                                   |                                                         |
| d         | z   | Tonande s-ljud                                                          |                                                         |
| đ         | ɗ   | Som svenskt d. Beskrivs dock ibland som implosivt och preglottaliserat. |                                                         |
| g         | ɣ   | Som ett "slarvigt" g-ljud där tungryggen inte når ända upp till gommen. | [ɣ] stavas g före a, ă, â, o, ô, ơ, u, ư.               |
| gh        | ɣ   | Uttalas som föregående.                                                 | [ɣ] stavas gh före e, ê, i, y.                          |
| gi        | z   | Tonande s-ljud.                                                         | Om gi följs av vokalen i skrivs endast det ena i:et ut. |
| h         | h   | Som på svenska.                                                         |                                                         |
| k         | k   | Oaspirerat k-ljud.                                                      | [k] stavas med k före e, ê, i, y.                       |
| kh        | x   | Som ch i tyska Buch.                                                    |                                                         |
| l         | l   | Som på svenska.                                                         |                                                         |
| m         | m   | Som på svenska.                                                         |                                                         |
| n         | n   | Som på svenska.                                                         |                                                         |
| ng        | ŋ   | Som svenskt äng-ljud.                                                   | [ŋ] stavas ng före a, ă, â, o, ô, ơ, u, ư.              |
| ngh       | ŋ   | Uttalas som föregående.                                                 | [ŋ] stavas ngh före e, ê, i, y.                         |
| nh        | ɲ   | Som ñ i spanska señor.                                                  |                                                         |
| p         | p   | Oaspirerat p-ljud.                                                      | Förekommer i början av stavelse bara i nya lånord.      |
| ph        | f   | Som svenskt f-ljud.                                                     |                                                         |
| q         | k   | Oaspirerat k-ljud.                                                      | K-ljudet stavas med q före [w]-ljud (qu).               |
| r         | z   | Tonande s-ljud.                                                         |                                                         |
| s         | s   | Som på svenska.                                                         |                                                         |
| t         | t   | Oaspirerat t-ljud.                                                      |                                                         |
| th        | tʰ  | Aspirerat t-ljud.                                                       |                                                         |
| tr        | c   | Som t med ett svagt tje-ljud efteråt.                                   |                                                         |
| v         | v   | Som på svenska.                                                         |                                                         |
| x         | s   | Som svenskt s.                                                          |                                                         |

Ljudet [ʔ] är en svag glottisstöt som inte skrivs ut i stavningen, men som inleder alla stavelser som börjar på vokal.
Saigondialektens uttal av begynnelsekonsonanterna avviker framför allt så här:
- tr uttalas [ʈʂ], Saigondialekten skiljer alltså i uttalet mellan tr och ch.
- d, gi, v uttalas [j].
- r uttalas [ʐ].
- s uttalas [ʂ], Saigondialekten skiljer alltså i uttalet mellan s och x.

### Slutkonsonanter
En vietnamesisk stavelse kan sluta på vokal eller på någon av följande konsonanter:
| Klusil | IPA  |  | Nasal | IPA  |
| ------ | ---- |  | ----- | ---- |
| p      | p    |  | m     | m    |
| c      | k    |  | ng    | ŋ    |
| t      | t    |  | n     | n    |
| ch     | c, k |  | nh    | ɲ, ŋ |

Kommentarer till slutkonsonanterna:
- Klusiler "släpps" inte - man formar konsonanten i munnen men släpper inte ut luftströmmen efteråt. Explosionsfas saknas, alltså.
- ch och nh förekommer bara i vissa kombinationer:

| Klusil | IPA |  | Nasal | IPA |  | Kommentar      |
| ------ | --- |  | ----- | --- |  | -------------- |
| ach    | ɐc  |  | anh   | ɐɲ  |  | Kort [ɐ]-ljud! |
| ich    | ik  |  | inh   | iŋ  |  |                |
| êch    | ec  |  | ênh   | eɲ  |  |                |

- I kombinationerna ông och ôc diftongiseras vokalen till [əw].
- I kombinationerna ong och oc diftongiseras vokalen till [ɐw].

I både ông, ong, ôc och oc stängs munnen på slutet så att ett [m] respektive [p] bildas samtidigt med [ŋ] respektive [k].
I Saigondialekten uttalas -n och -ng likadant, nämligen som [n] efter främre vokal och som [ŋ] efter bakre vokal. Likaså uttalas -t och -c likadant, nämligen som [t] efter främre och [k] efter bakre vokal. -nh och -ch uttalas alltid [ɲ] respektive [c] i Saigondialekten.

### Toner
Tonhöjden och dess förändring under uttalet av en vietnamesisk stavelse är betydelseskiljande. Det betyder att om man uttalar tonen felaktigt riskerar man att säga ett annat ord. Utan tonerna skulle vietnamesiskan ha ett extremt högt antal likljudande ord. Tonerna skiljer sig i fråga om:
- höjd
- längd
- konturmelodi
- röstkvalitet

Ton anges med diakritiska tecken som skrivs över eller under vokalen (de flesta tontecknen förekommer över vokalen, men nặng-tonpricken ligger under vokalen). Om tontecken saknas är tonen ngang. De sex tonerna är:
| Namn  | Kort beskrivning  | Diakritiskt tecken | Exempel          | Förklaring | Exempelvokal |
| ----- | ----------------- | ------------------ | ---------------- | --- | ------------ |
| ngang | hög jämn          | (ingen markering)  | ma "spöke"       | Medelhög eller något högre. Förändras ej under stavelsens gång.                                                                                                  | a (fil)      |
| sắc   | hög stigande      | ´ (akut accent)    | má "kind"        | Börjar ganska högt och stiger brant, särskilt om stavelsen slutar på klusil.                                                                                     | á (fil)      |
| huyền | låg fallande      | ` (grav accent)    | mà "som"         | Börjar ganska djupt och sjunker sakta. Luftig röstkvalitet. Låter som en gäspning.                                                                               | à (fil)      |
| nặng  | brytande-låg      | ̣ (punkt undertill) | mạ "risplanta"   | Medelhög till låg; svagt fallande. På slutet spänns halsen, ibland så mycket att en glottisstöt uppstår.                                                         | ạ (fil)      |
| hỏi   | lutande-stigande  | ̉ (krok)            | mả "grav"        | Börjar medelhögt och sjunker brant till en vilopunkt djupt nere. Stiger ibland lite igen på slutet.                                                              | ả (fil)      |
| ngã   | brytande-stigande | ˜ (tilde)          | mã "votivpapper" | Börjar ganska högt och stiger brant. Strax efter början spänns halsen, ibland så mycket att en glottisstöt uppstår. Resten av stavelsen uttalas med knarrstämma. | ã (fil)      |

Stavelser som slutar på klusil har ett enklare tonsystem; de kan bara ha tonerna sắc och nặng.
I Saigondialekten har tonerna hỏi och sắc sammanfallit, och tonerna sắc och nặng uttalas utan knarr eller stöt.

## Grammatik
Vietnamesiska är, liksom många språk i Sydostasien och kinesiska, ett analytiskt (eller isolerande) språk. Därmed arbetar dess grammatik i hög grad med ordföljd och satsstruktur snarare än med morfologi (ordböjning). Medan europeiska språk ofta använder morfologi för att uttrycka till exempel tempus, använder vietnamesiskan grammatiska partiklar eller syntaktiska konstruktioner.
Vietnamesiskan beskrivs ofta som en "monosyllabiskt" språk, vilket är en sanning med modifikation. Det är sant att vietnamesiskan har många ord som består av endast en stavelse, men de flesta ord är faktiskt tvåstaviga. Detta beror till stor del på de många duplicerade ord som förekommer i vardagsspråket, kanske särskilt bland adjektiven. Riktigare är att säga att de flesta morfem är enstaviga.

### Syntax
Vietnamesisk syntax, ordföljd och meningsuppbyggnad, följer den grundläggande ordföljden Subjekt-Verb-Objekt (SVO). Till exempel:
- Tôi nhìn thấy cái bàn. - "Jag ser bordet." [Tôi = jag, nhìn thấy = se, cái bàn = bordet]

Men det finns meningar med annan ordföljd. Oftast handlar det då om meningar där:
a) objekt saknas. Då blir ordföljden naturligtvis SV.
b) subjekt saknas. Vietnamesiskan har inget subjektstvång. Det är mycket vanligt med meningar utan utsatt subjekt. Det framgår då av sammanhanget vad det underförstådda subjektet är - ofta detsamma som i föregående mening. Passar inte det kan man ha som tumregel att om satsen är ett påstående brukar det underförstådda subjektet vara i första person; om satsen är en fråga brukar subjektet vara i andra person.
c) verb saknas. Det finns meningar där predikatet är ett substantiv i stället för ett verb. Det är inte särskilt vanligt med sådana meningar; ofta gäller de tidsangivelser. Till exempel är substantivfrasen hai giờ predikat i
- Bây giờ hai giờ. - "Nu är klockan två." [bây giờ = nu, hai giờ = klockan två]

d) man valt ut en satsdel, till exempel objektet, till att vara tema i en tema-rema-konstruktion. Temat ställs då först i meningen, och ofta låter man remat börja med ordet thì som är just rema-markör. I en tema-rema-konstruktion anger temat det ämne som meningen handlar om, medan remat (av grekiska rhēma ”det sagda”) ger information om detta ämne. Till exempel:
- Cái bàn thì tôi nhìn thấy. - "Bordet, jo det ser jag." I exemplet är bordet tema, det faktum att jag ser det är rema.

Adjektiv saknas i vietnamesiskan. I stället används verb som betecknar tillstånd, till exempel vàng (att vara gul), lớn (att vara stor). De fungerar som predikat precis som andra verb:
- Cái bàn đó vàng. - "Det där bordet är gult." [Cái bàn đó = det där bordet, vàng = gul]

Som man ser i exemplet använder vietnamesiskan i satser som dessa inte något särskilt ord för "är"; vàng är ju ett verb i sig själv.
Substantiv kan förses med olika typer av bestämningar (attribut). De placeras efter substantivet. De vanligaste typerna är:
- Attribut som anger ägare. De kan inledas med của (som alltså motsvarar genitivböjning på svenska), men ägarattributet kan också vara helt omarkerat. Till exempel kan "Dinhs bord" heta Cái bàn của anh Đính eller Cái bàn anh Đính utan någon skillnad i betydelse [cái bàn = bord, anh = artighetsord, Đính = personnamn].
- Relativsats. Relativsatsen kan stå helt omarkerad efter substantivet, som i Cái bàn anh Đính đã mua - "Bordet som Dinh har köpt" [đã mua = har köpt]. Men man kan också använda ett relativt pronomen, oftast mà, som då sätts först i relativsatsen. Meningen blir då Cái bàn mà anh Đính đã mua - "Bordet som Dinh har köpt."
- Tillståndsverb, alltså ett verb som motsvarar ett svenskt adjektiv. Som attribut sätts sådana verb efter substantivet. Verbet fungerar då som en relativsats - ett ensamt verb räcker ju för att gälla för en fullständig sats i vietnamesiskan. Resultatet blir mycket likt ett svenskt adjektivattribut: "Det gula bordet" heter Cái bàn vàng, vilket låter som om frasen vore konstruerad som på svenska, men det är den alltså inte; den är konstruerad som "Bordet som är gult".
- Ett annat substantiv. Till exempel kan "Det gula bordet" också uttryckas som Cái bàn màu vàng [màu = färg], där màu vàng - "gul färg" är attribut till cái bàn.

En följd av det som beskrivits ovan är att man ofta inte kan se på en fras om den är tänkt som en subjekt-predikat-konstruktion eller som en substantiv-attribut-konstruktion: Cái bàn vàng kan både betyda "Bordet är gult" och "Det gula bordet". Sammanhanget får avgöra tolkningen. Men man kan förtydliga konstruktionen på olika sätt, till exempel genom att lägga på ett demonstrativt pronomen efter substantivet och dettas eventuella attribut. Cái bàn này vàng [này = det här] måste betyda "Det här bordet är gult", medan Cái bàn vàng này måste betyda "Det här gula bordet".
Flera verb kan kombineras till en verbserie, det vill säga en rad verb (eventuellt med objekt) som utgör någon sorts logisk följd av varandra. Till exempel:
- Tôi đi đến đấy. - "Jag åker dit." [Tôi = jag, đi = gå/åka, đến = anlända, đấy = där]. Här utgör đi och đến en verbserie där det första verbet är orsak till det andra (jag åker så att jag anländer).

Ett annat exempel:
- Tôi ăn cơm xong. - "Jag har ätit färdigt." [Tôi = jag, ăn = äta, cơm = ris/mat, xong = avsluta]. Här är verbserien ăn och xong; att jag äter är orsaken till måltiden avslutas.

Som exemplen visar motsvarar verben i en verbserie ibland svenska adverb eller prepositioner.

### Substantiv
Vietnamesiskan saknar böjningar och kan därför inte uttrycka bestämdhet eller numerus med olika böjningsformer. Men det finns andra medel att uttrycka liknande saker:
Ett vietnamesiskt substantiv betecknar en typ av företeelse, inte ett specifikt exemplar av företeelsen. Om man vill tala om specifika exemplar måste man förse substantivet med ett klassmärke (kallas ibland klassificerare eller måttsord), som alltid placeras omedelbart före substantivet. Några exempel (klassmärket i fetstil):
- ospecifikt: Tôi cưỡi ngựa. "Jag rider." [cưỡi = rida, ngựa = häst]
- specifikt: Tôi cưỡi con ngựa lớn. "Jag rider en stor häst/den stora hästen." [lớn = stor]
- ospecifikt: Nhà bằng gạch. "Hus av tegel." [nhà = hus, bằng = av, gạch = tegel]
- specifikt: Hai viên gạch. Två tegelstenar. [hai = två]

Det finns ett stort antal olika klassmärken som används för olika typer av substantiv. Några av de vanligaste är cái för döda ting, con för djur (samt gudar, floder, vägar och några saker till), cây för växter, người för människor. Men mycket ofta väljer man hellre ett klassmärke med mer avgränsad betydelse. Några exempel: Tấm för ytor (såsom skyltar och tygstycken), hòn för oregelbundna klumpar (såsom stenar, öar och tegelskärvor), viên för regelbundet formade bitar (såsom hela tegelstenar), cuộc för interaktioner mellan människor (såsom sammanträden och krig), cơn för utbrott (såsom stormar och sjukdomar), ông för män som man betraktar som lite finare eller äldre, anh för män som man inte betraktar som lite finare eller äldre... och många, många till.
Specificerade substantiv, alltså sådana som försetts med klassmärke, måste man ange antalet av. För att göra detta kan man sätta ett räkneord framför, eller något ord av typen "några", "många", "alla", eller pluralmarkören những. Till exempel:
- nhiều con ngựa - "många hästar" [nhiều = mycket/många, con = klassmärke, ngựa = häst]
- những con ngựa - "hästar/hästarna".

Är där inget ord som uttrycker antal så är det underförstått att man avser singular:
- Con ngựa. - "En häst/hästen."

Många pluralmarkörer kan användas på ospecificerade substantiv också. Vanligast är kanske các "hela gruppen" eller "alla eller så gott som alla". Till exempel: các ngựa - "hästarna (i stort sett hela flocken)".

### Pronomen
I vietnamesiskan används ett stort antal ord som motsvarigheter till de europeiska språkens pronomen. Vilket ord man väljer har bland annat att göra med ålder, rang relativt den talande, och kön. Även grammatisk person (första, andra eller tredje) kan ha betydelse, men de flesta av dessa ord kan användas i alla tre personer.
Det är också vanligt att man använder själva substantivet i stället för att ersätta det med ett pronomen; i europeiska språk undviker man helst att upprepa ett substantiv, men i vietnamesiskan är tröskeln mycket högre innan man upplever upprepandet som tjatigt.
Vietnamesiskan använder tre typer av ord som motsvarigheter till personliga pronomen:
1. Släktskapsord använda som pronomen
2. Övriga substantiv använda som pronomen
3. Äkta pronomen

#### Släktskapsord som pronomen
Släktskapstermer är ett mycket vanligt sätt att referera till sig själv och andra. De används inte bara inom släkten utan också utanför, och då väljer man ordet för en släktrelation som påminner om relationen till personen i fråga. Exempelvis är den vanliga frasen för "Jag älskar dig" 
- Anh yêu em ("Storebror älskar lillasyskon") om det är mannen som säger det, eller
- Em yêu anh ("Lillasyskon älskar storebror") om det är kvinnan som talar.

Eftersom släktskapsorden inte anger grammatisk person kan bägge meningarna lika väl betyda "Du älskar mig", men då måste det vara den andra kontrahenten som talar, eftersom anh bara betecknar män och em huvudsakligen kvinnor.
Om det bedöms vara nödvändigt lägger man till demonstrativen ấy (som betyder ”nämnda”) för att visa att man avser tredje person. Alltså kan till exempel anh betyda både "jag", "du" och "han", men betydelsen "han" kan man förtydliga genom att säga anh ấy. De flesta av de här orden används sällan i första person utanför släkten.
Alla släktskapstermer (utom họ) görs till plural med hjälp av förstavelsen các. Alltså kan "ni" heta till exempel các anh, ”de” kan heta till exempel các anh eller các anh ấy. I första person använder man i stället förstavelsen chúng.
Här följer en tabell (inte fullständig) över släktskapsord och hur de används utanför släkten :
| term | egentlig betydelse                                                 | användning utanför släkten                                                                        |
| ---- | ------------------------------------------------------------------ | ------------------------------------------------------------------------------------------------- |
| cha  | far                                                                | Präst.                                                                                            |
| anh  | storebror                                                          | Ung till medelålders man. Mannen i ett kärlekspar.                                                |
| chị  | storasyster                                                        | Ung till medelålders kvinna.                                                                      |
| em   | småsyskon                                                          | Barn och ungdomar. Elever. Kvinnan i ett kärlekspar. Unga kvinnor kan använda em i första person. |
| con  | barn                                                               | Sina egna barn.                                                                                   |
| cháu | barnbarn, syskonbarn                                               | Andras barn.                                                                                      |
| ông  | farfar, morfar                                                     | Medelålders till äldre man, eller man av hög rang.                                                |
| bà   | farmor, mormor                                                     | Medelålders till äldre kvinna, eller kvinna av hög rang.                                          |
| cô   | faster                                                             | Ung kvinna (formellt). Skolfröken.                                                                |
| chú  | fars lillebror                                                     | Man, lite yngre eller lägre i rang än man själv (formellt).                                       |
| bác  | fars storebror                                                     | Man eller kvinna, mycket högre i rang än man själv.                                               |
| cậu  | morbror                                                            | Man i ens egen ålder (vänskapligt).                                                               |
| cụ   | farfarsfar, farfarsmor och andra släktingar tre generationer bakåt | Mycket gamla människor.                                                                           |
| họ   | släkt                                                              | Tredje person plural för människor                                                                |

#### Övriga substantiv använda som pronomen
I princip kan alla ord som betecknar personer användas på pronomenliknande sätt, till exempel egennamn och titlar. Särskilt kan man lägga märke till
- bạn (vän). Används förutom mellan vänner även i TV-program (”kära tittare”) och liknande.
- quí vị (dyra person-i-hög-ställning). Till kunder, intervjuobjekt och liknande.
- quí khách (dyra gäst). Till kunder.

#### Äkta pronomen
En handfull ord förekommer bara som personliga pronomen. Dessa ord anger en bestämd grammatisk person, till skillnad från vietnamesiskans övriga pronomenliknande ord. De bildar plural med hjälp av förstavelsen chúng; alltså heter exempelvis ”ni” chúng mày. Chúng tôi betecknar ”exklusivt vi”, det vill säga den tilltalade ingår inte; chúng ta betecknar ”inklusivt vi”, det vill säga den tilltalade ingår.
| term | betydelse          | kommentar                                                                                           |
| ---- | ------------------ | --------------------------------------------------------------------------------------------------- |
| tôi  | jag                | Neutralt ord som passar i de flesta situationer.                                                    |
| ta   | vi                 | Används dessutom ibland som markör för tredje person i stället för ấy.                              |
| tao  | jag                | Används bland barn och barndomsvänner, möjligen till underlydande, samt när man vill vara otrevlig. |
| mày  | du                 | Används bland barn och barndomsvänner, möjligen till underlydande, samt när man vill vara otrevlig. |
| nó   | han, hon, den, det | Används om saker, djur, barn och andra personer med lägre rang än man själv.                        |

### Verb

#### Tempus och aspekt
Vietnamesiskan saknar böjningar, och ofta avstår man helt enkelt alldeles från att ange tempus och aspekt. Ofta räcker det med någon sorts tidsuttryck ("i morgon", "förr"). Men det finns även fyra specialord som man använder när man tycker det behövs för tydlighetens skull. De är:
| đã   | markerar förfluten tid                                                                         |
| sẽ   | markerar framtid                                                                               |
| đang | markerar progressiv aspekt ("håller på att")                                                   |
| rồi  | markerar perfektiv aspekt, det vill säga att skeendet lett till att ett nytt tillstånd inträtt |

Av dessa sätts đã, sẽ och đang före verbet. Rồi är egentligen ett verb som betyder "avsluta", och det är när rồi placeras som sista verbet i en verbserie som det ger perfektbetydelse.

#### Passivum
Vietnamesiskan skiljer egentligen inte mellan aktivum och passivum. Normalt sett har verben aktiv betydelse, även om det händer att man stöter på meningar där verbet måste tolkas passivt.
Ändå finns det några konstruktioner där det vietnamesiska verbet visserligen har aktiv betydelse men där det brukar passa bäst att översätta satsen med svenskt passivum. De vanligaste av dessa konstruktioner använder verbet được "att uppnå" eller bị "att utsättas för".
Vi tar ett exempel:
- Con chó được anh Đính chăm sóc. - "Hunden sköts om av Dinh." [Con chó = hunden, được = uppnå, anh = artighetsord, Đính = personnamn, chăm sóc = sköta om.]

Ordagrant betyder meningen "Hunden uppnår att Dinh sköter om den", men det är naturligt att översätta den till en passiv sats på svenska. Ännu mer likt svenskt passivum blir det om den vietnamesiska satsen saknar subjekt - vietnamesiskan har ju inget subjektstvång. Då får vi: Con chó được chăm sóc. - "Hunden sköts om." Här är det nästan som om được vore en ren passivmarkör.
Bị används på liknande sätt:
- Anh Đính bị con chó cắn. - "Dinh blir biten av en hund"; ordagrant "Dinh utsätts för att hund biter". Eller med underförstått subjekt:
- Anh Đính bị cắn. - "Dinh blir biten."

Som exemplen visar används được om den "passiva" satsen uttrycker någonting trevligt, bị om den uttrycker något otrevligt. Utöver được och bị finns det ytterligare något verb som kan användas på liknande sätt.

## Ordförråd och ordbildning
Vietnamesiskan är ett enstavigt språk, liksom många andra östasiatiska språk. Det betyder inte att alla ord är enstaviga utan att de flerstaviga ord som finns är sammansatta ord där varje sammansättningsled är en stavelse långt. Det betyder också att grammatiska funktioner, som till exempel pluralbildning eller substantivering, uttrycks med enstaviga funktionsord. Det finns inga ändelser som bara omfattar någon enstaka konsonant, inte heller några böjningsförändringar inuti ett ord, utan alla morfem är enstaviga, mer eller mindre fristående ord.

### Sammansättningar
Sammansatta ord kan vara bildade på olika sätt, till exempel:
- två ord med likartad betydelse

bàn ghế möbler, av bàn=bord och ghế=stol
- verb + objekt

ăn cơm äta, av ăn=äta och cơm=ris/mat
- avledning

thợ rèn smed, av thợ=prefix för hantverkare och rèn=smida
hiện đại hoá modernisera, av sammansättningen hiện đại=modern och ändelsen hoá=ändra
- substantiv + attribut

tiếng Việt vietnamesiska, av tiếng=språk och Việt=vietfolket
nước mắt tårar, av nước=vatten och mắt=ögon
- attribut + substantiv (bara i sinovietnamesiska sammansättningar)

Việt ngữ vietnamesiska, av Việt=vietfolket och ngữ=språk
Liên Hiệp Quốc Förenta nationerna, av liên hiệp förena och quốc land
- duplicering

Duplicering innebär att man lägger en nonsensstavelse till ett enstavigt ord och på så sätt skapar ett nytt, tvåstavigt, ord (duplikat) som har ungefär samma betydelse som det enstaviga grundordet, men i många fall är lite mer avgränsat och precist. Många duplikat uppfattas som extra uttrycksfulla och livliga och är därför vanligare i talspråk och skönlitteratur än i sakprosa. Särskilt av tillståndsverb (som motsvarar svenskans adjektiv) har man bildat många duplikat. Många duplikat är gamla och etablerade, men det skapas också nya. Dupliceringen följer nästan alltid tre regler:
- Nonsensordet kommer efter grundordet.
- Orden allittererar, det vill säga börjar på samma konsonant. Om grundordet börjar på vokal börjar nonsensordet på en annan vokal.
- Tonerna stämmer överens: Om grundordet har någon av tonerna ngang, hỏi eller sắc så har nonsensordet också någon av dem, dock inte samma ton som grundordet. Om grundordet har någon av tonerna huyền, ngã eller nặng så har nonsensordet också någon av dem, dock inte samma ton som grundordet.
- Exempel:

khó khăn svår, av khó=svår.
ngán ngẩm besviken, av ngán=besviken.

### Lånord och nybildningar
Det överlägset största långivarspråket till vietnamesiskan är kinesiskan. De kinesiska lånorden brukar kallas sinovietnamesiska ord. Många av dem förekommer mest i sammansättningar som lånats in från kinesiskan. Då behåller man den kinesiska ordföljden, vilket bland annat innebär att ett substantiv föregås av sin bestämning, tvärtemot ordföljden i vietnamesiskan. Det finns ganska många synonympar där det ena ordet är sinovietnamesiskt och det andra rent vietnamesiskt. Exempelvis orden för språket vietnamesiska:
- Việt ngữ ("viet språk". Sinovietnamesiskt, av kinesiskans 越語 yuèyǔ)
- tiếng Việt ("språk viet". Tiếng är ett vietnamesiskt arvord).

Många av de sinovietnamesiska orden har en litterär eller teknisk klang, inte olikt de latinska och grekiska lånorden i svenskan, och nu när kinesiska inte längre är bildningsspråket i Vietnam uppfattas en del av dem som omoderna eller svårbegripliga. Många sinovietnamesiska ord försvinner därför långsamt ur språket.
Å andra sidan skapas termer för många nya begrepp genom att man lånar in kinesiskans ord. Några exempel:
tự động automatisk, av 自動 zìdòng
cộng sản chủ nghĩa kommunistisk, av 共產主義 gòngchǎnzhǔyì
điện thoại telefon, av 電話 diànhuà.
Men långt ifrån alla sinovietnamesiska ord är litterära, många är helt inlemmade i vardagsspråket och uppfattas inte alls som främmande.
Andra nybildade ord är sammansatta av vietnamesiska ord, ibland i form av översättningslån: 
sân bay flygplats, av sân=gård och bay=flyga.
Direkta lånord från andra språk än kinesiska är ovanliga. Det finns en handfull franska ord från kolonialtiden:
cà phê kaffe; vang vin; ét xăng bensin (av franska essence)
Det finns också några få nya lån från engelskan: 
tivi TV; web internet (fast mạng "nät" är lika vanligt).

## Skriftsystem
Tre olika skriftsystem används eller har använts i Vietnam: kinesisk skrift, nôm-skrift och latinskt alfabet.

### Kinesiska tecken
chữ Hán av kinesiska 漢 kinesisk eller chữ nho av kinesiska 儒 konfuciansk
Kinesisk kultur var tongivande i Vietnam under mycket lång tid. Vietnam tillhörde Kina under tusen år (207 f.Kr. till 938 e.Kr.). Efter självständigheten inrättade man efter kinesisk förebild ett statligt examinationssystem för blivande statstjänstemän; där utgjordes grunden av de konfucianska klassikerna, på kinesiska. Ända fram till kolonialtiden skrevs offentliga dokument på kinesiska. En mycket stor mängd kinesiska ord lånades in i vietnamesiskan, och dessa ord skrev man naturligtvis med deras kinesiska tecken.
Det vietnamesiska sättet att uttala de kinesiska tecknen är baserat på sydkinesiska dialekter och skiljer sig en hel del från mandarin, alltså från den nordkinesiska dialekt som nu fungerar som riksspråk i Kina. Ännu idag brukar man ange kinesiska namn, både geografiska namn och personnamn, enligt detta traditionella uttal, fast vietnameser idag i allmänhet varken kan tala eller läsa kinesiska. Det blir lite förvirrande för den som är van att se namnen från svensk horisont:
Peking blir Bắc Kinh
Shanghai blir Thượng Hải
Mao Zedong blir Mao Trạch Đông

### Nôm
chữ nôm, ordagrant sydlig skrift
Med den kinesiska skriften kunde man bara skriva kinesiska ord; för de inhemska arvorden fick man hitta på nya tecken. Dessa bildades oftast på kinesiskt vis: man gjorde ett nytt tecken av två gamla, ett som antydde betydelsen och ett som antydde uttalet. Dessa tecken kallas chữ nôm och ser ut precis som kinesiska tecken. När de första nôm-tecknen skapades vet man inte; de äldsta beläggen är redan från slutet av den kinesiska tiden, men det tog tid att uppfinna tecken för alla ord i språket, och det brukar sägas att nôm-skriften inte var fulländad förrän på 1700-talet. I officiella skrivelser användes ofta klassisk kinesiska, men inom litteratur, vetenskap och andra områden skrevs mycket på vietnamesiska, i nôm-skrift. Under den korta Tây Sơn-dynastin 1788-1802 användes vietnamesiska, skriven med nôm för arvorden och Hán för de kinesiska lånorden (chữ Hán-nôm), som officiellt språk i stället för kinesiska. Idag är nôm-skriften helt undanträngd av Quốc ngữ; det uppges att färre än hundra personer i världen idag kan läsa nôm.

### Romanisering
Quốc ngữ av kinesiska 國語 riksspråk
Europeiska missionärer skapade redan på 1600-talet ett sätt att skriva vietnamesiska med latinska bokstäver (romanisering). Systemet var naturligtvis mycket lättare att lära sig än den besvärliga nôm-skriften och användes först inom kristna grupper men spred sig efterhand i samhället. Under de första decennierna av 1900-talet ersatte Quốc ngữ, som systemet kallas, helt de äldre skriftsystemen.